# Marion Josephine Jansen-Jacobs
Marion Josephine Jansen-Jacobs (Eindhoven, 1944) es una botánica y exploradora neerlandesa. Ha realizado extensas expediciones botánicas en Países Bajos, Guyana Francesa, Guyana y Surinam. Pertenece al equipo científico de la Universidad de Utrecht

## Algunas publicaciones
- ben J.H. Welle, M.J. Jansen-Jacobs. 1991. Botanical exploration in Guyana, Rupununi district: Januari [i.e, January] 12-February 14, 1991. Ed. University of Utrecht y University of Guyana. 9 pp.

### Libros
- erik a. Mennega, d. b. Fanshawe, w. c. m. Tammens-de Rooij, marion josephine Jansen-Jacobs. 1988. Check-list of woody plants of Guyana based on D. B. Fanshawe's check-list of the indigenous woody plants of British Guiana. Volumen 2 de Tropenbos technical series. Ed. The Tropenbos Foundation. 281 pp.
- m. j. Jansen-Jacobs, w. Meijer, b. j. h. ter Welle, p. Détienne. 1993. Botanical exploration in Guyana, Rupununi district & Kuyuwini River: September 20-November 6, 1992. 21 pp.
- b. j. h. ter Welle, m. j. Jansen-Jacobs, h. j. m. Sipman. 1995. 49. Tiliaceae: 41a. Dipterocarpaceae. Incluye madera y leña. Ed. Koeltz Scientific Books. 78 pp. ISBN 80-901699-6-1
- a. r. a. Görts-van Rijn, m. j. Jansen-Jacobs. 2000. Flora of the Guianas: Phanerogams. Series A - Fasc. 21. Ed. Real Jardín Botánico de Kew. 101 pp. ISBN	1900347598
- marion josephine Jansen-Jacobs. 2008. Flora of the Guianas. Fasc. 26, v. 155 de Flora of the Guianas: Phanerograms. 136 pp. ISBN	1842463934

## Eponimia
- (Asclepiadaceae) Matelea jansen-jacobsiae Morillo[2]
- (Boraginaceae) Cordia marioniae Feuillet[3]
- (Boraginaceae) Varronia marioniae (Feuillet) Feuillet[4]
- (Escalloniaceae) Brexia marioniae G.E.Schatz & Lowry[5]
- (Leguminosae) Bocoa marioniae Aymard & H.E.Ireland[6]
- (Ochnaceae) Ouratea jansen-jacobsiae Sastre[7]
- (Vochysiaceae) Qualea marioniae Marc.-Berti[8]